# Čokadinci
Čokadinci es una localidad de Croacia en el ejido del municipio de Čepin, condado de Osijek-Baranya.

## Geografía
Se encuentra a una altitud de 88 m s. n. m. a 268 km de la capital nacional, Zagreb.

## Demografía
En el censo 2011 el total de población de la localidad fue de 173 habitantes.
| Gráfica de población de Čokadinci 1857-2011                         |
|                                                                     |
| Según los censos de población de la oficina estadística de Croacia. |